# شبيه الأعشاب

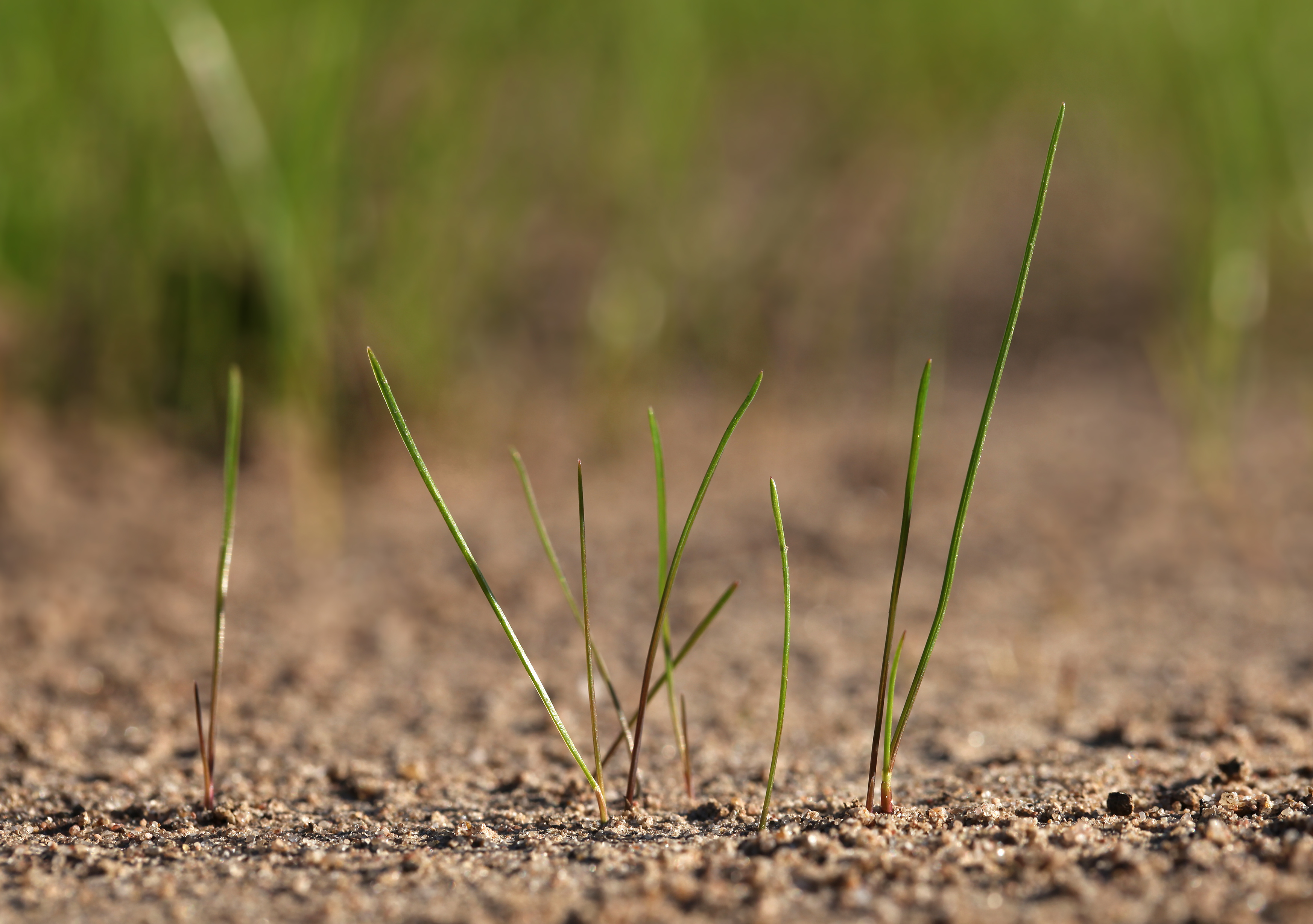
نبات عشبي - بأوراق طويلة تشبه الشفرة

شبيه الأعشاب، (بالإنجليزية: Graminoid)‏، هي النباتات ذات الأوراق الطويلة، والزهور الدقيقة، تشبه الأعشاب.
في علم النبات، وعلم البيئة، يشير نبات الجرينويد إلى نبات عشبي، مع مورفولوجيا تشبه العشب، أي نهايات ممدودة بأوراق طويلة تشبه النصل. فهي تتناقض مع السلالات، والنباتات العشبية، مع ملامح تشبه العشب.
في معظم الأحيان، يشار إلى النباتات التي تشمل عائلات النجيلة (الأعشاب بالمعنى الدقيق للكلمة)، الفصيلة السعدية، والأسلية.
هذه ليست مرتبطة ارتباطًا وثيقا، ولكنها تنتمي إلى مجموعات مختلفة في ترتيب الأقطاب. تعد الأعشاب (النجيلية) أكبر عائلة تضم حوالي 12000 نوع.
إلى جانب التشكل المماثل لها، تسيطر شبيه الأعشاب على الأراضي المفتوحة، مثل المراعي أو المستنقعات. ومع ذلك، يمكن العثور عليها أيضا في الغابات. تميل الزواحف، إلى تفضيل شبيه الأعشاب الأكثر رطوبة، عن الأعشاب.

Graminoid plants
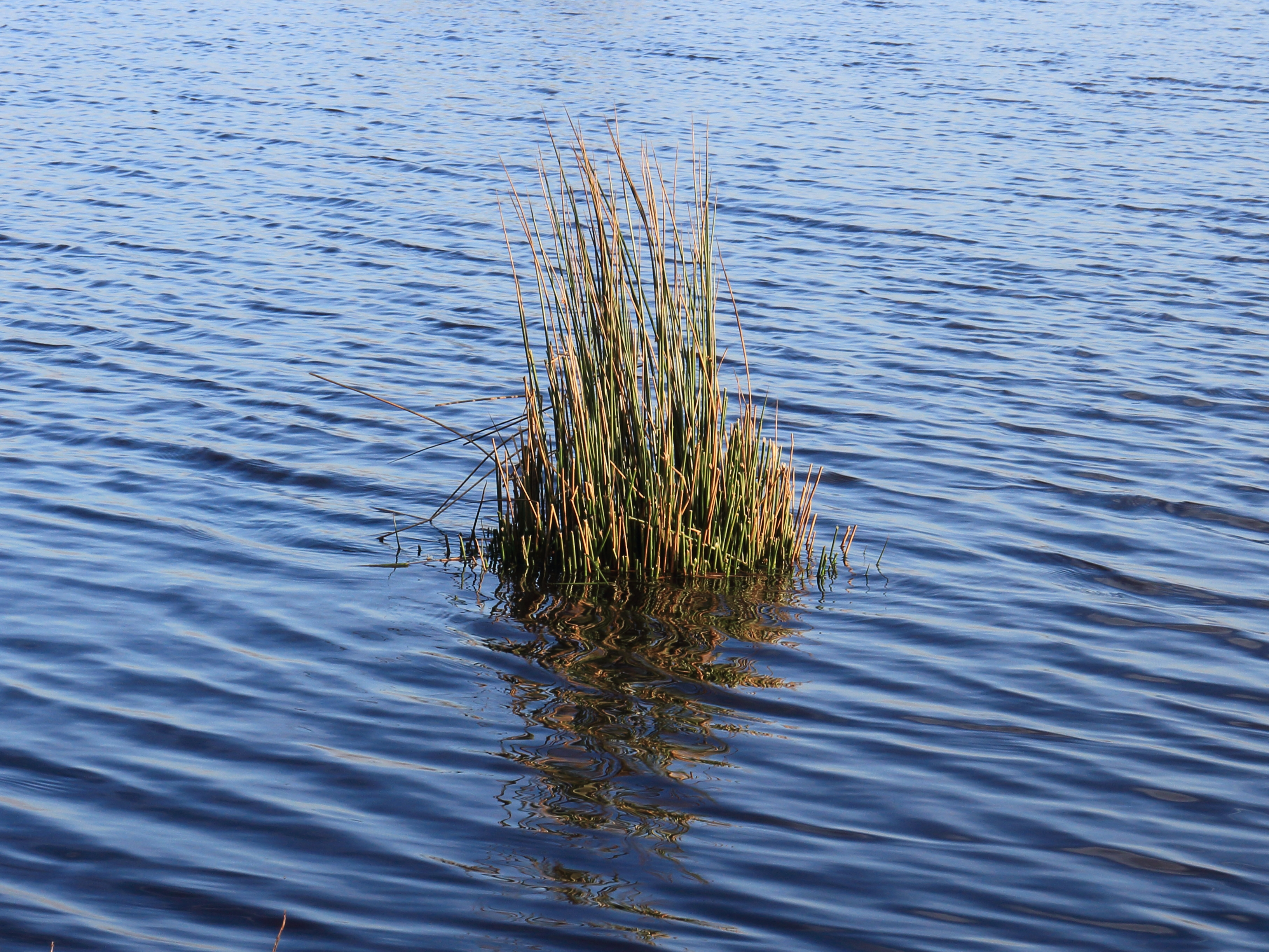
Common rush (أسل مفترش), Juncaceae
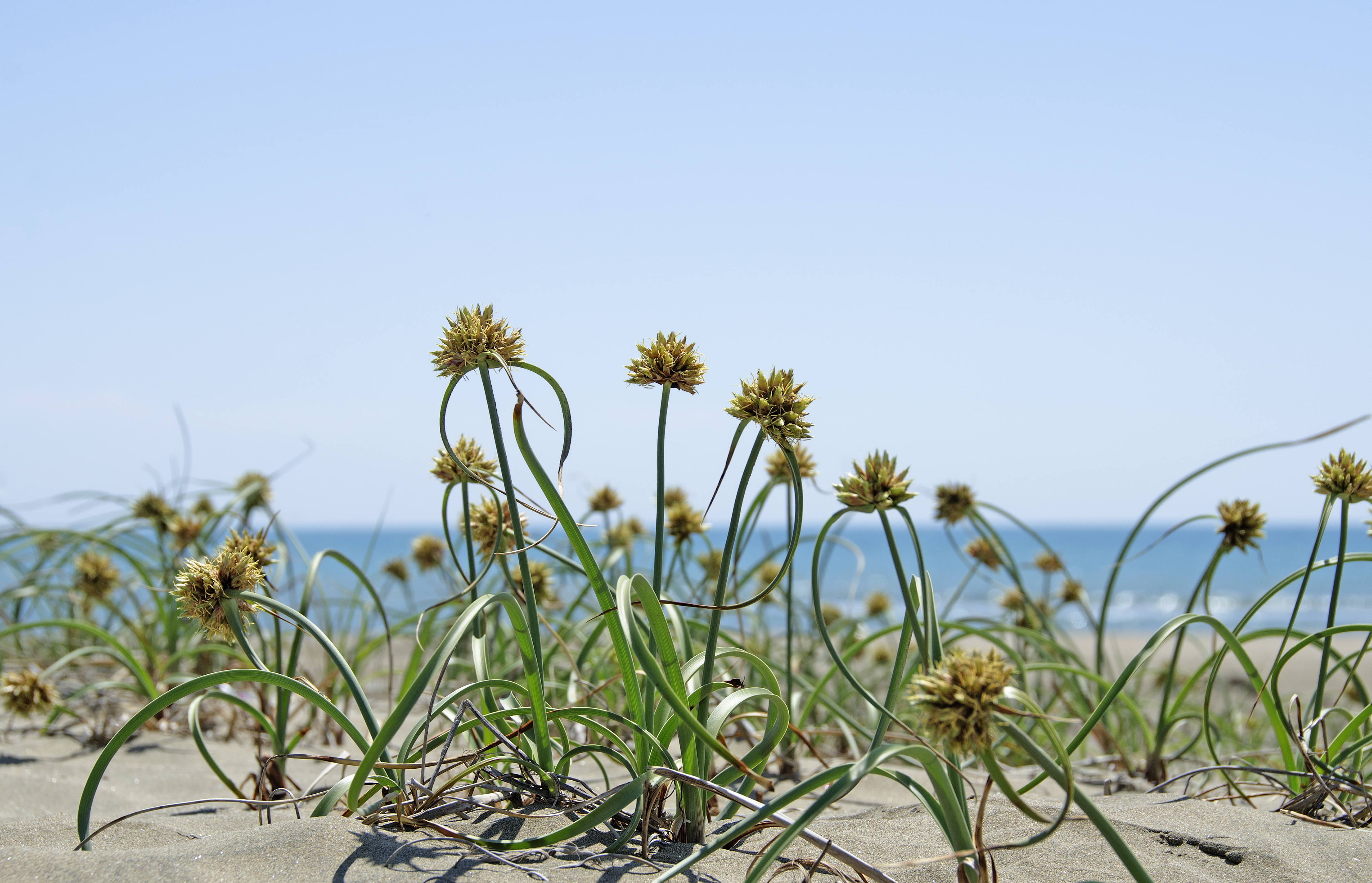
Nutsedge (سعد رؤيسي), Cyperaceae
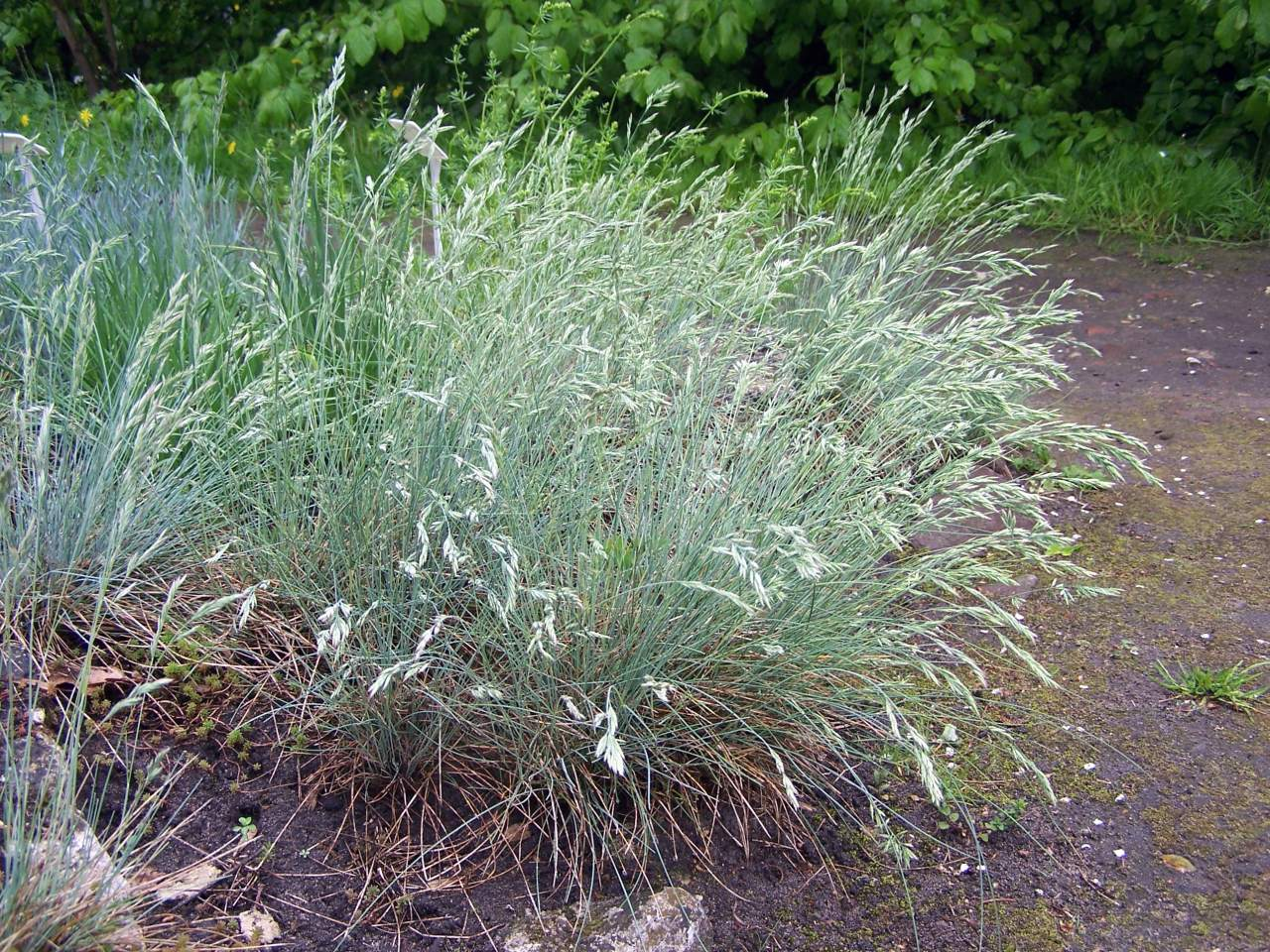
Festuca cinerea, Poaceae